# Hogna pseudoceratiola
Hogna pseudoceratiola là một loài nhện trong họ Lycosidae.
Loài này thuộc chi Hogna. Hogna pseudoceratiola được Alfred Russel Wallace miêu tả năm 1942.